# Francie Calfo
Francine "Francie" Calfo es un personaje de ficción interpretado por la actriz Merrin Dungey en la serie de televisión Alias.
Francie es la compañera de piso y mejor amiga de Sydney Bristow. También mantiene un affaire con el amigo de ambas, Will Tippin.
- Datos: Q4992109